# Dioptis meon
Dioptis meon är en fjärilsart som beskrevs av Pieter Cramer 1775. Dioptis meon ingår i släktet Dioptis och familjen tandspinnare. Inga underarter finns listade i Catalogue of Life.

## Bildgalleri

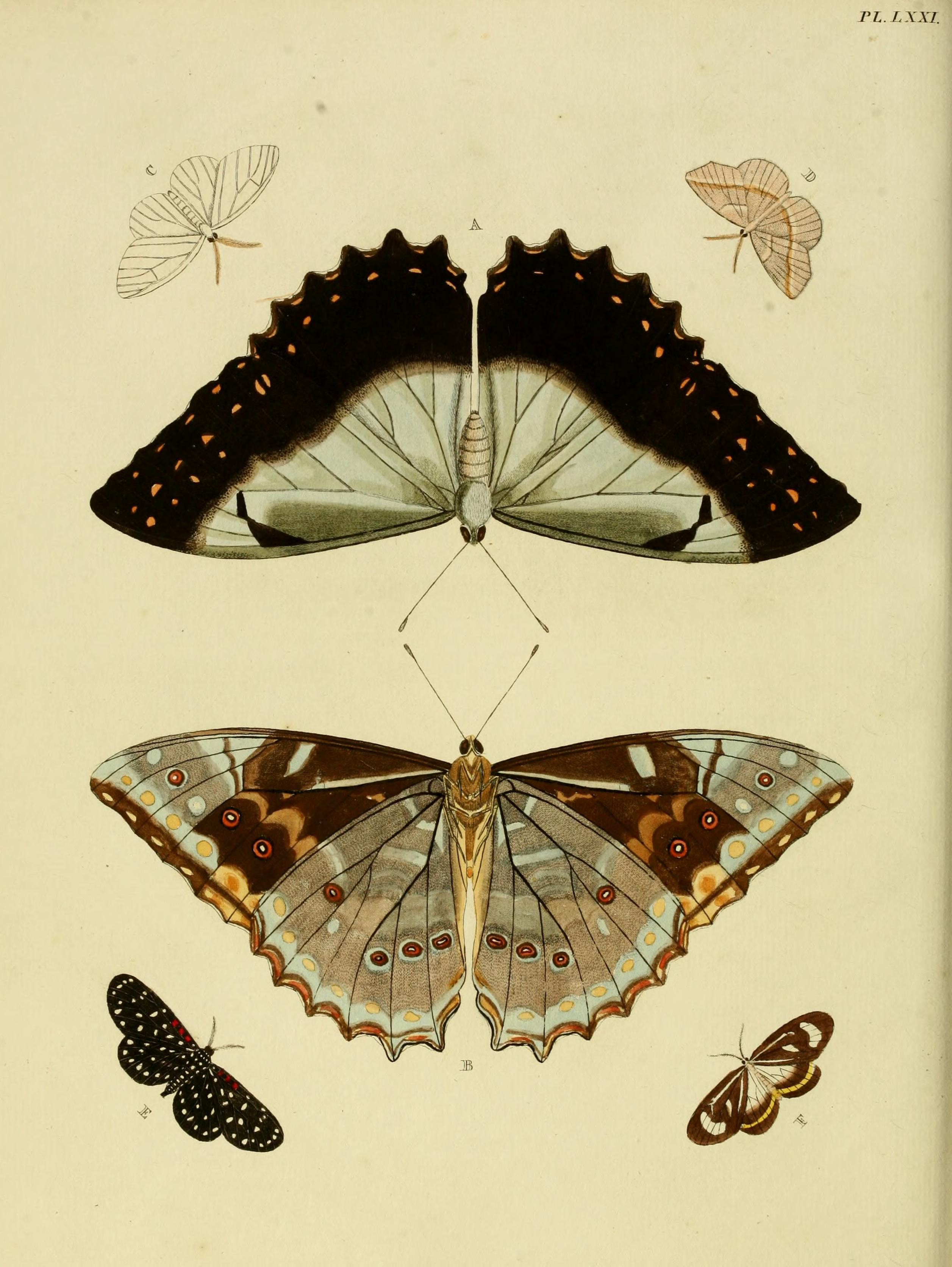